# Benzeno
Benzeno é um hidrocarboneto classificado como hidrocarboneto aromático, e é a base para esta classe de hidrocarbonetos: todos os aromáticos possuem um anel benzênico (benzeno), que, por isso, é também chamado de anel aromático, possui a fórmula C6H6.

## Característicasorganolépticase uso prático
O benzeno é líquido, inflamável, incolor e tem um aroma doce e agradável. É um composto tóxico, cujos vapores, se inalados, causam tontura, dores de cabeça e até mesmo inconsciência. Se inalados em pequenas quantidades por longos períodos causam sérios problemas sanguíneos, como leucopenia.
Também é conhecido por ser carcinogênico. É uma substância usada como solvente (de iodo, enxofre, graxas, ceras, etc.) e matéria-prima básica na produção de muitos compostos orgânicos importantes como fenol, anilina, trinitrotolueno, plásticos, gasolina, borracha sintética e tintas. A benzina é uma mistura de hidrocarbonetos obtida principalmente da destilação do petróleo que possui faixa de ebulição próxima ao benzeno.

## Histórico
O nome benzeno deriva do ácido benzoico, que foi descoberto no século XVI, e que recebeu este nome por ter sido obtido pela primeira vez da essência do benjoeiro. A destilação seca de goma de benjoim primeiramente foi descrita por Nostradamus no ano (1555), e posteriormente por Aleixo Pedemontanus (1560) e Blaise de Vigenère (1596). O nome inicial do composto, benzine, foi dado pelo químico alemão Eilhardt Mitscherlich em 1833.
O benzeno foi descoberto em 1825 por Michael Faraday (1791 - 1867) no gás de iluminação usado em Londres na época. Faraday é o mesmo cientista que descobriu vários fenômenos elétricos e determinou as leis da eletrólise. Em 1834, o químico Edilhardt Mitscherlich determinou a fórmula molecular do benzeno como sendo C6H6.
Durante muitos anos os químicos se esforçaram para descobrir como os seis átomos de carbono e os seis de hidrogênio estavam dispostos dentro da molécula do anel benzênico.
Já na metade do século XIX, vários cientistas haviam proposto diferentes fórmulas estruturais para essa molécula. Porém nenhuma dessas proposições conseguia explicar as reações apresentadas pelo benzeno. Foi então que Friedrich August Kekulé von Stradonitz, mais conhecido por apenas Kekulé (1829 - 1896), em 1865, depois de um sonho, propôs a ideia do anel hexagonal, completada no ano seguinte com a hipótese da existência de um par de estruturas em equilíbrio, com a alternância de ligações duplas.

## Compostos com anel benzênico  e derivados substituídos
- Hidrocarbonetos aromáticos - são aqueles hidrocarbonetos que geralmente possuem um ou mais benzenos (ver ressonância nesta página).
- Os radicais, gerados com a perda de um hidrogênio desses hidrocarbonetos, podem ser encontrados em vários outros compostos como radicais (fenil, benzil, orto-toluil, meta-toluil, para-toluil, α-naftil, ß-naftil.)
- Outros compostos, como os fenóis, oxigenados, são também compostos por benzeno: fenol (hidróxi-benzeno), α-naftol, orto-metil-fenol, etc.

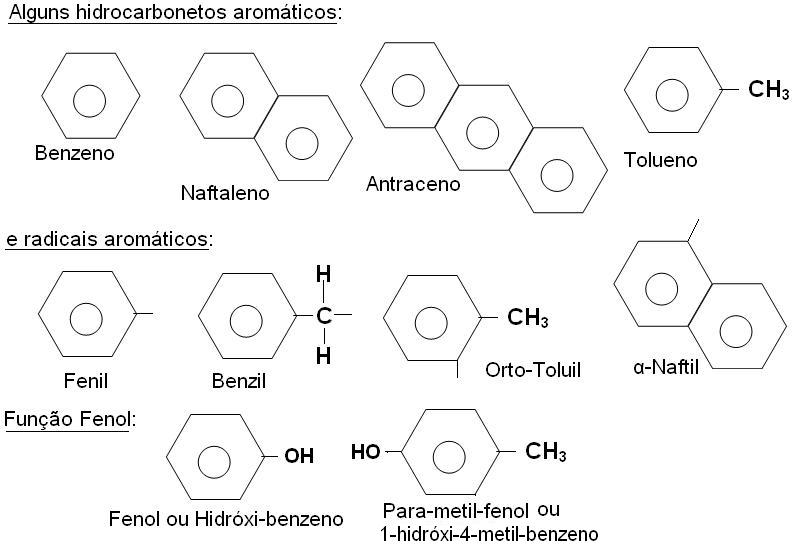
Derivados do benzeno

Muitas substâncias químicas importantes são derivados de benzeno, substituindo um ou mais dos seus átomos de hidrogênio com outro grupo funcional. Exemplos de derivados simples de benzeno são fenol, tolueno, e anilina, abreviadas em inglês como PhOH, PhMe, e PhNH2, respectivamente. Ligando-se anéis benzênicos tem-se bifenilo, C6H5–C6H5. Posteriores perdas de hidrogênio dão hidrocarbonetos aromáticos "fundidos", tais como o naftaleno e antraceno. O limite do processo de fusão é o material livre de hidrogênio grafite.
Em heterocíclicos, átomos de carbono no anel de benzeno são substituídos com outros elementos. Os derivados mais importantes são os anéis contendo nitrogênio. Substituindo-se um CH com N obtém-se o composto piridina, C5H5N. Embora benzeno e piridina sejam estruturalmente relacionados, benzeno não pode ser convertido em piridina. A substituição de uma segunda ligação CH com N dará, dependendo da localização do segundo N, piridazina, pirimidina, e pirazina.

## O fenômeno de ressonância no benzeno
Ressonância ou mesomeria é o fenômeno que ocorre quando um composto pode ser representado por duas ou mais fórmulas estruturais, apresentando a mesma posição para os núcleos dos átomos, mas diferindo pela posição dos elétrons que fazem parte da ligação. A estrutura mais provável é um híbrido resultante da combinação de todas as possíveis estruturas que descrevem o composto.
Cada uma das estruturas possíveis desse composto é chamada de estrutura ressonante ou canônica, e são modelos, já que a estrutura da molécula não pode ser representada por uma configuração mais simples que indique a menor entalpia e maior estabilidade da espécie química.
Um exemplo clássico é o benzeno cuja estrutura pode ser descrita como se segue abaixo :

Benzeno

As estruturas da esquerda e da direita representam formas canônica do fenômeno da ressonância encontrada no benzeno. Sua estrutura, na realidade, não é nem uma e nem outra, mas algo intermediário entre elas.
Tampouco podemos dizer que a estrutura do benzeno ora é esta ou aquela, ou seja, não há oscilação entre essas estruturas. Também não podemos dizer que o benzeno consiste de certo número de moléculas de um jeito e um certo número de moléculas do outro jeito, mas sim consiste inteiramente de uma estrutura intermediária,ou seja, a verdadeira estrutura do benzeno é IDEAL e não é possível representar. E esta estrutura intermediária e suas propriedades não necessariamente são as médias aritméticas daquelas das estruturas canônicas. Assim, por exemplo, no benzeno a distância carbono-carbono é 1,40 A, que não é a média aritmética das distâncias das ligações simples (1,53 A) e dupla (1,30 A). Na atualidade o Benzeno é representado em forma de orbitais moleculares, segundo a estrutura
abaixo, com um círculo interno no hexágono indicando a ressonância.

Benzeno

De acordo com o modelo orbital, os carbonos do benzeno estão hibridizados na forma sp²: duas ligações com carbonos adjacentes e a outra com um átomo de hidrogênio; todas essas ligações são sigma, estando no mesmo plano. O carbono fica ainda com um orbital p não hibridizado, para formar ligação pi com o átomo vizinho; então compreende-se que esta ligação é estabelecida indiferentemente entre os átomos adjacentes, ou seja, estas ligações pi não têm localizações rígidas (são deslocalizadas) podendo ocorrer em qualquer parte da molécula. O mesmo ocorre com os elétrons pi: consideramos que estes elétrons estão distribuídos acima e abaixo ao longo de todo o plano que contém as ligações sigma. Daí decorre a representação moderna com um anel hexagonal, contendo um círculo no seu interior.

## Produção
Traços de benzeno podem resultar quando materiais ricos em carbono passam por combustão incompleta. Isto é produzido em vulcões e incêndios florestais, e é também um componente da fumaça dos cigarros.  Benzeno é o componente principal dos produtos de combustão do PVC (policloreto de vinila).
Até a Segunda Guerra Mundial, a maior parte do benzeno era produzida como um subproduto da produção de coque (ou "óleo leve de fornode coque") na indústria do aço. Entretanto, nos anos 50, a crescente demanda por benzeno, especialmente da crescente indústria dos plásticos, necessitou da produção de benzeno a partir do petróleo. Hoje, a maior parte do benzeno vem da indústria petroquímica, com somente uma pequena fração sendo produzida do carvão.
Quatro processos químicos contribuem para a produção industrial de benzeno: reforma catalítica, hidrodealquilação do tolueno, desproporcionação do tolueno, e craqueamento a vapor. Nos EUA, 50% do benzeno vem da reforma catalítica e 25% do craqueamento a vapor. Na Europa Ocidental, 50% do benzeno vem do craqueamento a vapor e 25% da reforma catalítica.[carece de fontes?]

### Reforma catalítica
Em reforma catalítica, uma mistura de hidrocarbonetos com pontos de ebulição entre 60–200 °C é misturada com gás hidrogênio e então exposta a um catalisador bifuncional de cloreto de platina ou cloreto de rênio a 500–525 °C e pressões na faixa de 8–50 atm. Sob estas condições, hidrocarbonetos alifáticos formam anéis e perdem hidrogênio tornando-se hidrocarbonetos aromáticos. Os produtos aromáticos da reação são separados das mistura reacional (ou "reformado") por extração com qualquer um de um número de solventes, incluindo dietilenoglicol ou sulfolano, e o benzeno é então separado dos outros aromáticos por destilação. A etapa de extração de aromáticos do reformado é projetada para produzir aromáticos com o mínimo de componentes não aromáticos. O assim chamado processo "BTX (Benzeno-Tolueno-Xilenos)" consiste de tais etapas de extração e destilação. Um desses processos amplamente utilizado pela UOP LLC foi licenciado para os produtores chamado processo Udex.
Similarmente a esta esta reforma catalítica, a UOP LCC e a BP comercializaram um método partindo de GLP (principalmente propano e butano) a aromáticos.

### Hidrodealquilação de tolueno
A hidrodealquilação de tolueno converte tolueno a benzeno. Neste processo intensivo por hidrogênio, tolueno é misturado com hidrogênio, então passado sobre catalisador de óxido de cromo, molibdênio, ou platina a 500–600 °C e pressão de 40–60 atm. Algumas vezes, temperaturas mais altas são usadas em vez de um catalisador (na similar condição de reação). Sob estas condições, desalquilação transforma tolueno em benzeno e metano:
C6H5CH3 + H2 → C6H6 + CH4
Esta reação irreversível é acompanhada por uma reação de equilíbrio lateral que produz bifenilo (também chamado difenilo) a temperatura mais alta:
2 C6H6 {\displaystyle \rightleftharpoons } H2 + C6H5-C6H5
Se o fluxo das matérias-primas contém muito em componentes não aromáticos (parafinas ou naftênicos), estes são susceptíveis à decomposição de hidrocarbonetos inferiores, tais como o metano, o que aumenta o consumo de hidrogênio.
Um rendimento de reação típico ultrapassa 95%. Algumas vezes, xilenos e aromáticos mais pesados são usados em lugar de tolueno, com eficiência semelhante.
Isso é muitas vezes chamado de metodologia "com o propósito" de produzir benzeno, comparado aos processos BTX (benzeno-tolueno-xileno) convencionais.

### Dismutação de tolueno
Quando a indústria química tem demandas similares, tanto para o benzeno como para o xileno, então a desproporcionação (ou ainda desproporcionamento, que é uma dismutação) de tolueno (TDP, do inglês Toluene DisProportionation) pode ser uma alternativa a hidrodealquilação do tolueno. Em termos gerais 2 moléculas de tolueno reagem e os grupos metilo são reorganizados de uma molécula para outra, produzindo assim uma molécula de benzeno e outra de xileno.
Dado qua a demanda para para-xileno (p-xileno) substancialmente excede a demanda para outros isômeros de xileno, um refinamento do processo TDP chamado TDP seletivo (em inglês selective TDP, STDP) pode ser usado. Neste processo, a corrente de xileno deixando a unidade de TDP é aproximadamente 90% para-xileno. Em alguns dos atuais sistemas catalíticos, a razão benzeno-xilenos é diminuída (mais xilenos), quando a demanda de xilenos é maior.

### Craqueamento a vapor
Craqueamento a vapor é o processo para a produção de etileno e outros alquenos de hidrocarbonetos alifáticos. Dependendo da matéria-prima utilizada na produção de olefinas, craqueamento a vapor pode produzir um subproduto líquido rico em benzeno chamado gasolina de pirólise. Gasolina de pirólise pode ser misturada com outros hidrocarbonetos como um aditivo de gasolina, ou destilado (no processo BTX) para ser separado em seus componentes, incluindo benzeno.

## Usos

### Usos primordiais
No século XIX e no início do século XX, benzeno era usado como uma loção pós barba devido ao seu aroma agradável. Antes da década de 1920, o benzeno era frequentemente usado como um solvente industrial, especialmente para desengraxe de metais. Como sua toxicidade tornou-se óbvia, benzeno foi suplantado por outros solventes, especialmente tolueno (metil-benzeno), o qual tem propriedades físicas similares mas não é um carcinogênico.
Em 1903, Ludwig Roselius popularizou o uso de benzeno para descafeinar café. Esta descoberta conduziu à produção de Sanka (as letras "ka" no nome da marca vindo de kaffein). Este processo foi posteriormente descontinuado. Benzeno foi historicamente encontrado como um componente significativo em muitos produtos de consumo tais como Liquid Wrench (aproximadamente, "chave" ou "raspador" líquido), diversos removedores de tintas, massas de borracha, removedores de manchas e outros produtos contendo hidrocarbonetos. Alguns cessaram a fabricação com fórmulas contendo benzeno em torno de 1950 enquanto outros continuaram a usá-lo como um componente ou contaminante significativo até o final dos anos 1970 quando mortes por leucemia foram associadas com a produção do produto chamado Pliofilm (uma folha transparente de borracha clorada utilizado para capas de chuva, como um filme de embalagem) pelas operações da Goodyear em Ohio.  Até o final dos anos 1970, muitas lojas de ferrragens, lojas de tintas e outros varejistas, vendiam benzeno em pequenas latas, tais como de aproximadamente 1 litro ( o quart size dos EUA), para uso geral. Muitos estudantes foram expostos a benzeno na escola e cursos universitários enquanto realizavam experimentos de laboratório com pouca ou nenhuma ventilação em muitos casos. Esta prática muito perigosa tem sido quase totalmente eliminada.
Como um aditivo de gasolina, benzeno aumenta a octanagem e reduz o "bater de bielas" de motores. Consequentemente, a gasolina frequentemente continha alguns porcentos de benzeno antes dos anos 1950, quando tetraetilchumbo o substitui como o mais largamente usado aditivo para inibir o "bater de bielas". Com o abandono global da gasolina aditivada com chumbo, benzeno tem feito um retorno como um aditivo para gasolina em alguns países. Nos Estados Unidos, a preocupação com seus efeitos negativos sobre a saúde e a possibilidade de contaminação por benzeno de águas subterrâneas tendo conduzido a regulação estrita do teor de benzeno na gasolina, com limites tipicamente em torno de 1%. As especificações européias de gasolina já contém o mesmo limite de 1% para o conteúdo de benzeno. A Agência de Proteção Ambiental dos Estados Unidos (United States Environmental Protection Agency) tem novas regulamentações que irão reduzir o teor de benzeno na gasolina para 0,62% em 2011.

### Usos atuais

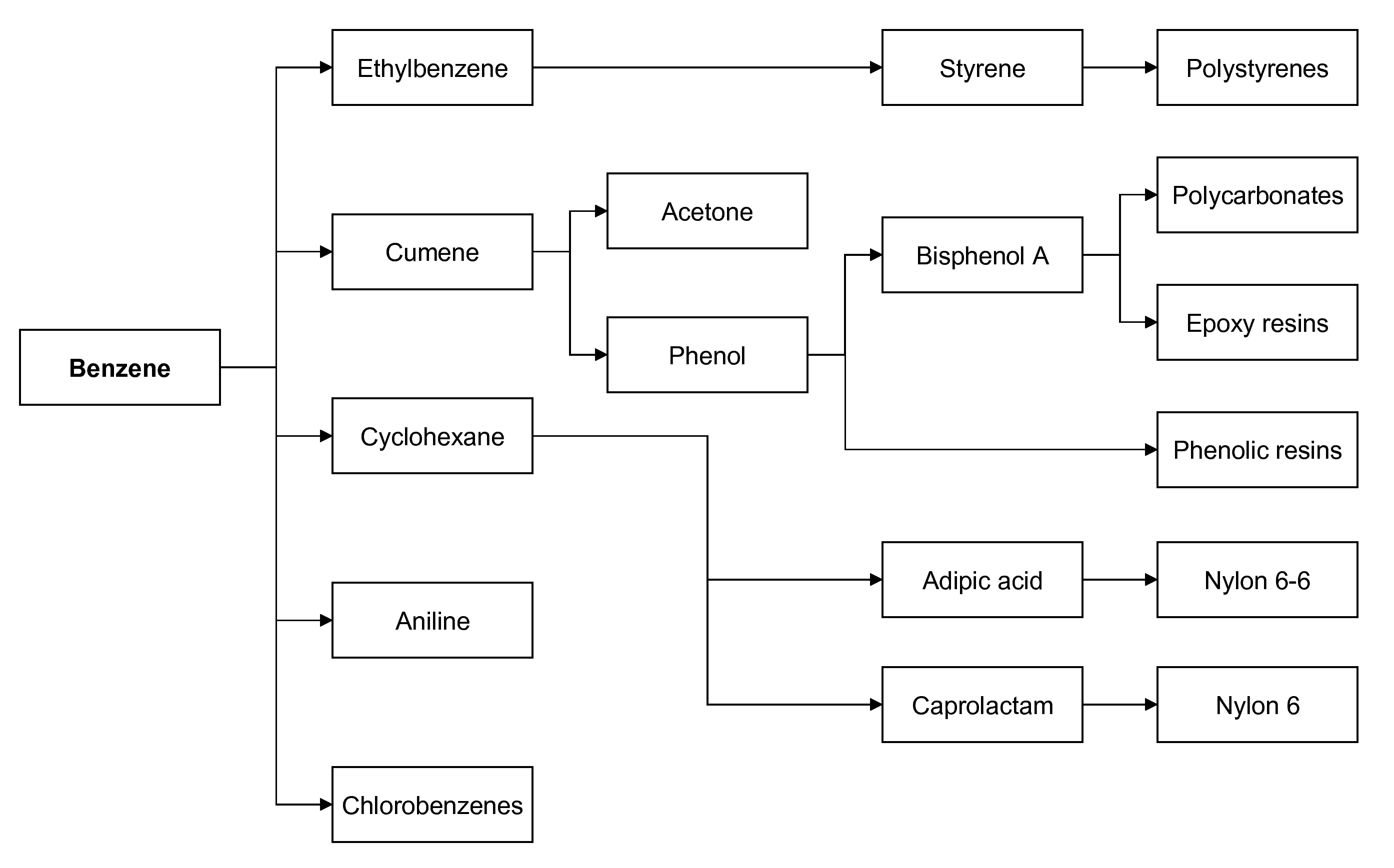
Principais commodities químicas e polímeros derivados do benzeno

Hoje o benzeno é usado principalmente para produzir outras substâncias químicas. Seus derivados mais largamente produzidos incluem o estireno, o qual é usado para produzir polímeros e plásticos, fenol para resinas e adesivos (via cumeno), e cicloexano, o qual é usado na manufatura de nylon. Quantidades menores de benzeno são usadas para produzir alguns tipos de borrachas, lubrificantes, corantes, detergentes, fármacos, explosivos, napalm e pesticidas.
Tanto na Europa quanto nos EUA, 50% do benzeno é usado na produção de etilbenzeno/estireno, 25% é usado na produção de cumeno, e aproximadamente 15% de benzeno é usado na produção de ciclohexano (eventualmente para nylon).
Em pesquisa laboratorial, tolueno é agora frequentemente usado como um substituto para o benzeno. As propriedades solventes dos dois são similares mas o tolueno é menos tóxico e tem uma faixa de temperatura como líquido mais ampla.
Benzeno tem sido usado como uma ferramenta de pesquisa básica em uma variedade de experimentos incluindo a análise de um gás bidimensional.

## Reações
- Substituição aromática eletrofílica é um método geral de obter-se derivados de benzeno. Benzeno é suficientemente nucleófilo que por meio de substituição por íons acílium ou carbocátions alquilo resulta em derivados substituídos.

- - A acilação de Friedel-Crafts é um exemplo específico de substituição aromática eletrofílica. A reação envolve a acilação de benzeno (ou muitos outros anéias aromáticos) com um cloreto de acila usando um forte catalisador ácido de Lewis tal como cloreto de alumínio ou cloreto de ferro o qual atua como um transportador de halogênio.

- - Como a acilação de Friedel-Crafts, a alquilação de Friedel-Crafts envolve a alquilação de benzeno (e muitos outros anéis aromáticos) usando um haleto de alquila na presença de um ácido de Lewis forte catalisador.
  - Sulfonação. O método mais comum envolve misturar-se ácido sulfúrico com trióxido de enxofre (ou o anidrido sulfúrico), uma mistura chamada ácido sulfúrico fumegante. O ácido sulfúrico protona o sulfato, dando ao átomo de enxofre uma permanente carga positiva, ao invés de ressonância estabilizada. Esta molécula é muito eletrofílica e substituição aromática eletrofílica então ocorre.
  - Nitração: Benzeno passa por nitração com íons nitrônio (NO2+) como eletrófilo. Então, aquecendo-se a 50-55 graus Celsius, com uma combinação de ácido sulfúrico concentrado e ácido nítrico para produzir o eletrófilo, resulta em nitrobenzeno.

- Hidrogenação (Redução): Benzeno e derivados convertem-se a cicloexano e derivados quando tratados com hidrogênio a 450 K e 10 atm de pressão com um catalisador de níquel finamente dividido.
- Benzeno é um excelente ligante na química organometálica de metais de baixa valência. Importantes exemplos incluem os complexos "sanduíche" e meio-sanduíche respectivamente Cr(C6H6)2 e [RuCl2(C6H6)]2.

## Transformação ambiental
Mesmo não sendo um substrato comum para o metabolismo dos organismos, o benzeno pode ser oxidado tanto por bactérias quanto por eucariotas.
Em bactérias, a enzima dioxigenase pode adicionar uma molécula de oxigênio ao anel, e o produto instável é imediatamente reduzido (por NADH) a um diol cíclico com duas ligações duplas, quebrando a aromaticidade. Em seguida, o diol é logo reduzido por NADH a catecol. O catecol é então metabolizado a acetil-CoA e succinil-CoA, usado por organismos principalmente no ciclo de Krebs para produção de energia.

## Efeitos na saúde

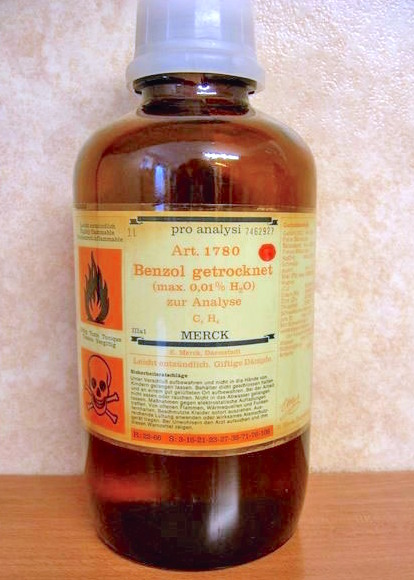
Um frasco de benzeno. As advertências mostram que o benzeno é um líquido tóxico e inflamável.

Exposição ao benzeno tem graves efeitos na saúde. O ar em ambiente aberto pode conter níveis baixos de benzeno de fumo de tabaco, fumaça de lenha, postos de combustíveis, transporte de gasolina, ou escape de veículos a motor e as emissões industriais. Vapores de produtos que contenham benzeno, como colas, tintas, cera de móveis e detergentes, também podem ser uma fonte de exposição, embora muitos deles tenham sido modificados ou reformulados desde a década de 1970 para eliminar ou reduzir o teor de benzeno. No ar em torno de lugares de deposição de resíduos perigosos ou postos de gasolina podem conter níveis mais elevados de benzeno.
A respiração de curto prazo de níveis elevados de benzeno pode resultar em morte, enquanto que os níveis baixos podem causar sonolência, tontura, batimento cardíaco rápido, dor de cabeça, tremores, confusão e inconsciência. Comer ou beber alimentos contendo altos níveis de benzeno pode causar vômitos, irritação do estômago, tonturas, sonolência, convulsões e morte.
Os principais efeitos do benzeno são pela exposição crônica (longo prazo) através do sangue. Benzeno causa danos na medula óssea e pode causar uma diminuição de células vermelhas do sangue, levando a anemia. Ele também pode causar sangramento excessivo e diminuir o sistema imunológico, aumentando a chance de infecções. Benzeno provoca leucemia e está associado a outros cancros do sangue e pré-cânceres do sangue.
A exposição humana ao benzeno é um problema global de saúde. Benzeno atinge o fígado, rins, pulmão, coração e cérebro e pode causar quebras da cadeia de DNA, provoca danos cromossômicos, etc. Benzeno causa câncer tanto em animais como seres humanos. O benzeno foi primeiramente relatado por induzir ao câncer em humanos em 1920. O benzeno foi mostrado como causador de câncer em ambos os sexos, de várias espécies de animais de laboratório expostos através de várias rotas.
Algumas mulheres que respiraram altos níveis de benzeno por muitos meses tinham períodos menstruais irregular e uma diminuição no tamanho dos seus ovários. Não se sabe se a exposição ao benzeno afeta o desenvolvimento do feto em mulheres grávidas ou a fertilidade em homens.Estudos em animais mostraram baixo peso ao nascer, atraso na formação óssea e lesão da medula óssea em animais grávidos que respiraram benzeno.
Benzeno tem sido ligado a uma forma rara de câncer de rim em dois estudos separados, um envolvendo motoristas de caminhão tanque, e outro envolvendo os marinheiros a bordo dos navios petroleiros, ambos transportando benzeno como carga química.
O Departamento de Saúde e Serviços Humanos dos Estados Unidos (US Department of Health and Human Services, DHHS) classifica o benzeno como um cancerígeno humano. A exposição prolongada a níveis excessivos de benzeno no ar provoca leucemia, câncer potencialmente fatal do sangue para os órgãos hematopoiéticos, em indivíduos suscetíveis. Em particular, leucemia mieloide aguda ou leucemia não linfocítica aguda (AML & ANLL, respectivamente de Acute Myeloid Leukemia e Acute Non-Lymphocytic Leukaemia) não são contestadas como sendo causados pelo benzeno.
Vários exames podem determinar a exposição ao benzeno. Não existe um teste para medir benzeno na respiração; este teste deve ser feito logo após a exposição. O benzeno também pode ser medido no sangue, no entanto, porque o benzeno desaparece rapidamente do sangue, as medições são exatas somente para exposições extremamente recentes. Exposição ao benzeno devem ser sempre minimizada.
No corpo, o benzeno é metabolizado. Determinados metabolitos, tais como trans,trans-ácido mucônico pode ser medido na urina. No entanto, este teste deve ser feito logo após a exposição e não é um indicador confiável de exposição ao benzeno, uma vez que os metabólitos podem estar presentes na urina mesmo originando-se de outras fontes.
A Agência de Proteção Ambiental dos Estados Unidos (United States Environmental Protection Agency, EPA) fixou o nível máximo permitido de benzeno na água potável em 0,005 miligramas por litro (0,005 mg/L). A EPA exige que os derrames ou descargas acidentais no meio ambiente de 10 libras (4,5 kg) ou mais de benzeno devam comunicados à EPA.
A Administração de Segurança e Saúde Ocupacional dos EUA (Occupational Safety and Health Administration, OSHA) estabeleceu um limite máximo admissível de exposição do benzeno de 1 parte por milhão de partes de ar (1 ppm) no local de trabalho durante uma jornada de 8 horas, 40 horas semanais. O limite de exposição de curto prazo para o benzeno é de 5 ppm no ar por 15 minutos.
Na história recente, tem havido muitos exemplos dos efeitos nocivos para a saúde do benzeno e seus derivados. A síndrome do óleo tóxico causou imunossupressão localizada em Madrid em 1981 de pessoas ingerindo óleo de colza contaminado com anilida. Síndrome de Fadiga Crônica também foi correlacionada com as pessoas que comem alimento "desnaturado" que utilizou solventes para remover a gordura ou que contenham ácido benzoico, mas a causalidade não está provada.[carece de fontes?]
Trabalhadores de vários setores que produzem ou a utilizam benzeno podem estar em risco por estarem expostos a altos níveis de substâncias químicas cancerígenas. As indústrias que envolvem o uso de benzeno incluem a indústria da borracha, refinarias de petróleo, indústrias químicas, fabricantes de calçados e indústrias conexas à gasolina. Em 1987, a OSHA estima que cerca de 237.000 trabalhadores nos Estados Unidos eram potencialmente expostos ao benzeno, e não se sabe se este número mudou substancialmente desde então.
Água e contaminação do solo são importantes vias de preocupação para a transmissão de contato com o benzeno. Somente nos Estados Unidos há cerca de 100000 diferentes sítios que tenham no solo benzeno ou contaminação das águas subterrâneas. Em 2005, o abastecimento de água à cidade de Harbin da República Popular da China, com um população de quase nove milhões de pessoas, foi cortado por causa de uma alta exposição ao benzeno causada por explosões em uma usina petroquímica. Benzeno vazou no Rio Songhua, que fornece água potável para a cidade, após uma explosão em uma fábrica da China National Petroleum Corporation (CNPC) na cidade de Jilin, em 13 de novembro.
Em março de 2006, a Food Standards Agency na Grã-Bretanha realizou um levantamento de 150 marcas de refrigerantes. Constatou-se que quatro continham níveis de benzeno acima dos limites da Organização Mundial de Saúde. Os lotes afetados foram retirados do mercado. Veja também benzeno em refrigerantes.

### Toxicologia Molecular
O paradigma da avaliação toxicológica do benzeno está lentamente passando para o domínio da toxicologia molecular que permite a compreensão dos mecanismos biológicos fundamentais de uma melhor maneira. Glutationa parece desempenhar um papel importante, protegendo contra a quebra induzida pelo benzeno do DNA e está sendo identificado como um novo marcador biológico para a exposição e efeito. Benzeno provoca aberrações cromossômicas em leucócitos no sangue periférico e medula óssea explicando a maior incidência de leucemia e mieloma múltiplo causado pela exposição crônica. Essas aberrações podem ser monitoradas usando FISH com sondas de DNA para avaliar os efeitos do benzeno junto com os exames hematológicos como marcadores de hematotoxicidade.
Benzeno envolve o metabolismo de enzimas codificadas por genes polimórficos. Estudos têm demonstrado que o genótipo nestes loci podem influenciar a susceptibilidade aos efeitos tóxicos da exposição ao benzeno. Indivíduos portadores de variante da NAD(P)H: quinona oxidorredutase 1 (NQO1), hidrolase epóxido microssomial (EPHX) e supressão da glutationa S-transferase T1 (GSTT1) apresentaram uma maior frequência de quebra de DNA de cadeia simples.

### Resumo
De acordo com a Agência para o Registro de Substâncias Tóxicas e Doenças (Agency for Toxic Substances and Disease Registry, ATSDR) (2007), benzeno é tanto uma substância química antropogenicamente produzida e que ocorrem naturalmente em processos que incluem: erupções vulcânicas, incêndios florestais, a síntese de substâncias químicas, tais como fenol, a produção de fibras sintéticas e de fabricação de borrachas, lubrificantes, pesticidas, medicamentos, e corantes. A rota mais comum de exposição ao benzeno é através da inalação de gases provenientes do fumo do tabaco e de escape do veículo a motor, no entanto, a ingestão e absorção cutânea de benzeno pode ocorrer também através do contato com água contaminada. O benzeno é metabolizada pelo fígado e excretado na urina. Medição do ar e níveis de água do benzeno é realizado através de coleta através de tubos de carvão ativado, que são então analisados por um cromatógrafo a gás. A medição do benzeno em humanos pode ser realizado através da urina, sangue e testes de respiração, no entanto, todos estes têm as suas limitações, pois o benzeno é metabolizado rapidamente no organismo humano em subprodutos chamados metabólitos.

#### Atividade oxidação biológica e cancerígenas
Uma forma de compreender os efeitos carcinogênicos do benzeno é através do exame dos produtos de oxidação biológica. Benzeno puro, por exemplo, oxida no corpo para produzir um epóxido, óxido de benzeno (também chamado de oxepino), o qual não é excretado facilmente e podem interagir com o DNA para produzir mutações prejudiciais.